# Duncan, Arizona
Duncan är en ort i Greenlee County i delstaten Arizona, USA.